# 영국 왕립 공군의 사령부 목록
이 문서는 영국 왕립공군에서 현재 운영중이거나 옛날에 운영했었던 사령부급 조직의 목록이다.

## 현재
| 이름                     | 본부          | 창설일          | 비고                                                   |
| ------------------------ | ------------- | --------------- | ------------------------------------------------------ |
| RAF 항공사령부           | RAF 하이위컴  | 2007년 4월 1일  | RAF 타격사령부와 RAF 인사훈련사령부를 병합하여 편성함. |
| 합동헬리콥터사령부       | 말버러 라인   | 1999년 10월 5일 | 육군본부 직할                                          |
| 주지브롤터 영국 왕립공군 | 지브롤터 공항 | 1942년          | 주지브롤터 영국군                                      |

## 과거

### 기능
| 이름               | 창설일          | 폐지일           | 비고                                              |
| ------------------ | --------------- | ---------------- | ------------------------------------------------- |
| RAF 군수사령부     | 1994년 4월 1일  | 1999년 10월 31일 | 국방군수기구로 병합됨.                            |
| RAF 기술훈련사령부 | 1940년 5월 27일 | 1968년 6월 1일   | RAF 훈련사령부로 병합됨.                          |
| RAF 벌룬사령부     | 1938년 11월 1일 | 1945년 2월       | 폐지됨.                                           |
| RAF 비행훈련사령부 | 1940년 5월 27일 | 1946년 5월 1일   | RAF 국내사령부로 병합됨.                          |
| RAF 비행훈련사령부 | 1959년 4월 1일  | 1968년 6월 1일   | RAF 국내사령부로 병합됨.                          |
| RAF 수송사령부     | 1943년 3월 25일 | 1967년 8월 1일   | RAF 항공지원사령부로 병합됨.                      |
| RAF 예비군사령부   | 1939년 2월 1일  | 1940년 5월 27일  | RAF 국내사령부로 병합됨.                          |
| RAF 예비군사령부   | 1946년 5월 1일  | 1959년 4월 1일   | RAF 비행훈련사령부로 병합됨.                      |
| RAF 육군협력사령부 | 1940년 12월 1일 | 1943년 3월 31일  | 제2전술공군, 그레이트브리튼 방공대로 분리됨.      |
| RAF 인사훈련사령부 | 1994년 4월 1일  | 2007년 4월 1일   | RAF 항공사령부로 병합됨.                          |
| RAF 전투사령부     | 1936년 7월 14일 | 1968년 4월 30일  | RAF 타격사령부로 병합됨.                          |
| RAF 정비사령부     | 1938년 4월 1일  | 1973년 8월 31일  | RAF 지원사령부로 분리됨.                          |
| RAF 지원사령부     | 1973년 8월 31일 | 1994년 4월 1일   | RAF 인사훈련사령부와 RAF 군수사령부로 분리됨.     |
| RAF 타격사령부     | 1968년 4월 30일 | 2007년 4월 1일   | RAF 항공사령부로 병합됨.                          |
| RAF 통신사령부     | 1958년 11월 3일 | 1969년 1월 1일   | RAF 제90통신부대로 재편성됨.                      |
| RAF 페리사령부     | 1941년 7월 20일 | 1943년 3월 25일  | RAF 수송사령부로 재편성됨.                        |
| RAF 폭격사령부     | 1936년 7월 14일 | 1968년 4월 30일  | RAF 타격사령부로 병합됨.                          |
| RAF 항공지원사령부 | 1967년 8월 1일  | 1972년 9월 1일   | RAF 타격사령부로 병합됨.                          |
| RAF 향토사령부     | 1939년 2월 1일  | 1940년 5월 27일  | RAF 비행훈련사령부로 병합됨.                      |
| RAF 향토사령부     | 1946년 5월 1일  | 1959년 4월 1일   | RAF 비행훈련사령부로 병합됨.                      |
| RAF 해안사령부     | 1936년 7월 14일 | 1969년 11월 27일 | RAF 항공지원사령부로 병합됨.                      |
| RAF 훈련사령부     | 1936년 5월 1일  | 1939년 7월 1일   | RAF 비행훈련사령부와 RAF 기술훈련사령부로 분리됨. |
| RAF 훈련사령부     | 1968년 6월 1일  | 1977년 1월 31일  | RAF 지원사령부로 병합됨.                          |

### 전술공군
| 지리       | 이름        | 창설일           | 폐지일          | 비고                             |
| ---------- | ----------- | ---------------- | --------------- | -------------------------------- |
| 북아프리카 | 제1전술공군 | 1941년 10월 21일 | 1946년 6월 30일 | AHQ 이탈리아로 재편성됨.         |
| 유럽       | 제2전술공군 | 1943년 6월 1일   | 1954년 1월 1일  | 주독 영국 왕립공군으로 재편성됨. |
| 동남아시아 | 제3전술공군 | 1943년 12월 19일 | 1944년 12월 4일 | RAF 벵갈-버마로 재편성됨.        |

### 지역
| 지리   | 이름                  | 창설일          | 폐지일          | 비고                                |
| ------ | --------------------- | --------------- | --------------- | ----------------------------------- |
| 독일   | 주독 영국 왕립공군    | 1959년          | 1993년          | 폐지됨.                             |
| 독일   | 주라인 공군           | 1918년          | 1919년          | 폐지됨.                             |
| 북부   | 연합원정공군          | 1944년          | 194?년          | 오버로드 작전을 위한 연합항공사령부 |
| 영국   | RAF 해안지역          | 1919년 7월 14일 | 1945년 2월      | RAF 해안사령부로 대채됨.            |
| 영국   | 그레이트브리튼 방공대 | 1925년 1월 1일  | 1936년 7월 14일 | RAF 전투사령부로 재편성됨.          |
| 프랑스 | 주불 영국 왕립공군    | ?               | ?               | ?                                   |

| 지리       | 이름                   | 창설일           | 폐지일           | 비고                                                                                  |
| ---------- | ---------------------- | ---------------- | ---------------- | ------------------------------------------------------------------------------------- |
| 전체       | 지중해 항공사령부      | 1943년 2월 18일  | 1943년 12월 10일 | 지중해 연합공군으로 재편성됨.                                                         |
| 전체       | 지중해 연합공군        | 1943년 12월      | 1945년           | 지중해 연합군의 항공사령부                                                            |
| 전체       | 지중해 연합해안공군    | 1943년           | 1945년 8월 1일   | 지중해 연합공군의 예하사령부, 지중해 해안공군으로 재편성됨.                           |
| 전체       | 지중해 연합전술공군    | 1943년           | 1945년           | 지중해 연합공군의 예하사령부                                                          |
| 전체       | 지중해 연합전략공군    | 1943년           | 1945년           | 지중해 연합공군의 예하사령부                                                          |
| 전체       | 지중해 해안공군        | 1945년 8월 1일   | 10월 1일         | AHQ 이탈리아로 개편됨.                                                                |
| 그리스     | 주그리스 영국 왕립공군 | 1940년 11월 15일 | 1941년 4월       | 그리스 함락에 따른 폐지.                                                              |
| 그리스     | AHQ 그리스             | 1944년 10월 15일 | 1947년 1월 11일  | 폐지됨.                                                                               |
| 동부       | AHQ 동지중해 방공      | 1943년 3월 4일   | 1944년 2월 1일   | AHQ 동지중해로 개명됨.                                                                |
| 동부       | AHQ 동지중해           | ?                | ?                | ?                                                                                     |
| 몰타       | AHQ 몰타               | 1941년 12월 28일 | 1968년 6월 30일  | 폐지됨.                                                                               |
| 발칸반도   | 발칸 공군              | 1944년           | 1945년           | 지중해 연합공군의 예하사령부 영국 왕립공군과 남아프리카 공화국 공군의 연합항공사령부. |
| 사이프러스 | AHQ 사이프러스         | 1954년 1월 9일   | 1956년 12월 15일 | 폐지됨.                                                                               |
| 사이프러스 | AHQ 사이프러스         | 1956년 12월 15일 | 1976년 4월 1일   | 폐지됨.                                                                               |
| 이탈리아   | AHQ 이탈리아           | 1945년 10월 1일  | 1946년 10월 6일  | 폐지됨.                                                                               |

| 지리 | 이름                  | 창설일           | 폐지일           | 비고                                           |
| ---- | --------------------- | ---------------- | ---------------- | ---------------------------------------------- |
| 동부 | AHQ 동아프리카        | 1941년 12눨 15일 | 1942년 11월 16일 | 폐지됨.                                        |
| 동부 | AHQ 동아프리카        | 1961년 2월 1일   | 1964년 12월 11일 | 폐지됨.                                        |
| 북서 | 북서아프리카 연합공군 | 1943년 1월 18일  | 1943년 12월      | 북아프리카 전역, 지중해 연합공군으로 재편성됨. |
| 북서 | 북서아프리카 해안공군 | 1943년           | 1945년           | 북서아프리카 연합공군의 예하사령부             |
| 북서 | 북서아프리카 전술공군 | 1943년           | 1945년           | 북서아프리카 연합공군의 예하사령부             |
| 북서 | 북서아프리카 전략공군 | 1943년           | 1945년           | 북서아프리카 연합공군의 예하사령부             |
| 수단 | AHQ 수단              | 1940년 8월 17일  | ?                | ?                                              |
| 아덴 | 아덴 사령부           | 1928년 3월 8일   | 1961년 12월 15일 | 주걸프 영국군 본부 휘하로 재편성됨.            |

| 지리   | 이름                   | 창설일           | 폐지일          | 비고                               |
| ------ | ---------------------- | ---------------- | --------------- | ---------------------------------- |
| 아덴   | 아덴 사령부            | 1928년 3월 8일   | 1936년 7월 1일  | 아덴 영국군으로 재편성됨.          |
| 아덴   | 주아덴 영국군          | 1936년 7월 1일   | 1957년 9월 30일 | 주아라비아 반도 영국군로 재편성됨. |
| 아덴   | 주아라비아 반도 영국군 | 1957년 9월 30일  | 1961년 3월 1일  | 중동사령부 (아덴)로 재편성됨.      |
| 아덴   | 중동사령부 (아덴)      | 1961년 3월 1일   | ?               | 주걸프 영국군으로 재편성됨.        |
| 중동   | HQ RFC 중동 본부       | 1917년 12월 14일 | 1918년 4월 1일  | RAF 중동 지역으로 개명됨.          |
| 중동   | RAF 중동 지역          | 1918년 4월 1일   | 1920년 3월 18일 | RAF 중동으로 개명됨.               |
| 중동   | RAF 중동 지역          | 1922년 2월 23일  | 1922년 4월 1일  | RAF 중동으로 개명됨.               |
| 중동   | RAF 중동               | 1920년 3월 18일  | 1922년 2월 23일 | RAF 중동지역으로 개명됨.           |
| 중동   | RAF 중동               | 1922년 4월 1일   | 1943년 1월 11일 | RAF 중동사령부로 이어짐.           |
| 중동   | RAF 중동사령부         | 1943년 1월 11일  | 1945년 2월 8일  | RAF 지중해 중동으로 병합됨.        |
| 중동   | RAF 지중해 중동        | 1944년 1월 14일  | 1950년 1월 23일 | 중동공군으로 이어짐.               |
| 중동   | 중동공군               | 1950년 1월 23일  | 1962년 7월 16일 | 근동공군으로 이어짐.               |
| 근동   | 근동공군               | 1962년 7월 16일  | 1976년 3월 31일 | AHQ 사이프러스로 대채됨.           |
| 레반트 | AHQ 레반트             | 1941년 12월 1일  | 1955년          | 폐지됨.                            |
| 이라크 | AHQ 이라크             | 1941년 11월 1일  | 1955년 5월      | 폐지됨.                            |

| 지리 | 이름                  | 창설일      | 폐지일          | 비고                               |
| ---- | --------------------- | ----------- | --------------- | ---------------------------------- |
| 전체 | 동남아시아 항공사령부 | 1943년 12월 | 1946년          | RAF 극동사령부로 이어짐            |
| 전체 | RAF 극동사령부        | 1946년      | 1949년 6월      | 영국 극동왕립공군으로 이어짐.      |
| 전체 | 영국 극동왕립공군     | 1949년 6월  | 1971년 1월 11일 | ANZUK 항공구성군으로 대채됨.       |
| 벵골 | AHQ 벵골              | ?           | ?               | RAF 벵골버마로 재편성됨            |
| 인도 | AHQ 인도              | ?           | ?               | 벵갈로 후퇴하고 AHQ 벵갈로 개명함. |
| 홍콩 | RAF 홍콩              | ?           | 1997년          | 폐지됨.                            |

## 같이 보기
- 영국 왕립 공군의 비행단 목록 (Group)
- 영국 왕립 공군의 비행전대 목록 (Wing)
- 영국 왕립 공군의 비행대대 목록 (Squadron)